# Naturschutzgebiet Brauke (Meinerzhagen)
Das Naturschutzgebiet Brauke ist ein 10,2 ha großes Naturschutzgebiet (NSG) westlich bzw. südwestlich vom Dorf Wehe in der Stadt Meinerzhagen im Märkischen Kreis in Nordrhein-Westfalen. Das NSG wurde 2001 vom Kreistag des Märkischen Kreises mit dem Landschaftsplan Nr. 6 Meinerzhagen ausgewiesen. Das NSG liegt direkt an der Stadtgrenze zu Kierspe und dem dortigen, gleichnamigen Naturschutzgebiet.
Im NSG kaufte die Nordrhein-Westfalen-Stiftung Naturschutz, Heimat- und Kulturpflege ab 1993 5,52 ha Land an, welche vom Naturschutzzentrum Märkischer Kreis betreut werden.

## Gebietsbeschreibung
Bei dem NSG handelt es sich um einen Quellbereich und um Grünland. Es handelt sich um eine Sickerquellebereich an einem leicht geneigten Nordhang in einem Erlen-Eschenwald, wo das Wasser an verschiedenen Stellen austritt und zunächst durch kleine Rinnen fließt um sich schließlich zu vereinigen und ein Bachbett der Wehe ausbildet. In der Mitte des Quellbereichs wachsen zwei Ilex-Gruppen. Einige Ilex sind etwa 8 m hoch und ein Exemplar erreicht etwa 10 m Höhe. Weiter unterhalb des Quellbereiches der Wehe steht im Quellbereich eines Zulaufs der Wehe ein farn-, totholz- und torfmoosreicher Erlensumpfwald. Die Schwarzerlen sind mehrstämmig und im geringen mittleren sowie starken Baumholzalter. Hier finden sich auch einige alte Kiefern und Rotbuchen, weiterhin Sand-/Moorbirken und Traubeneichen. Der Boden ist größtenteils stark vernässt. In zahlreichen wasserzügigen Mulden sind ausgedehnte Sphagnum-Rasen zu finden. Nach Norden, in Richtung Hangfuß, schließt sich ein großflächiger Waldbinsen-Sumpf an. In mehreren wassergefüllten Senken finden sich größere Torfmoospolster, die zusammen mit dem Hundsstraußgras bis zu 5 m² große Schwingrasen bilden. Im Mittelhang schließen sich Hangquellmoorbereiche an. Der Talboden ist überwiegend von Weidegrünland und kleineren Grünlandbrachen eingenommen. Dort fließt naturnah mäandrierend der Wehebach von Erlenufergehölzen begleitet.

## Schutzzweck
Das Naturschutzgebiet wurde zur Erhaltung und Entwicklung eines Quellbereichs im Wald mit Moor- und Sumpf-Charakteristikum und Grünland und als Lebensraum gefährdeter Tier und Pflanzenarten ausgewiesen. Wie bei anderen Naturschutzgebieten in Deutschland wurde in der Schutzausweisung darauf hingewiesen, dass das Gebiet „wegen der landschaftlichen Schönheit und Einzigartigkeit“ zum Naturschutzgebiet wurde.